# Die pornographische Phantasie

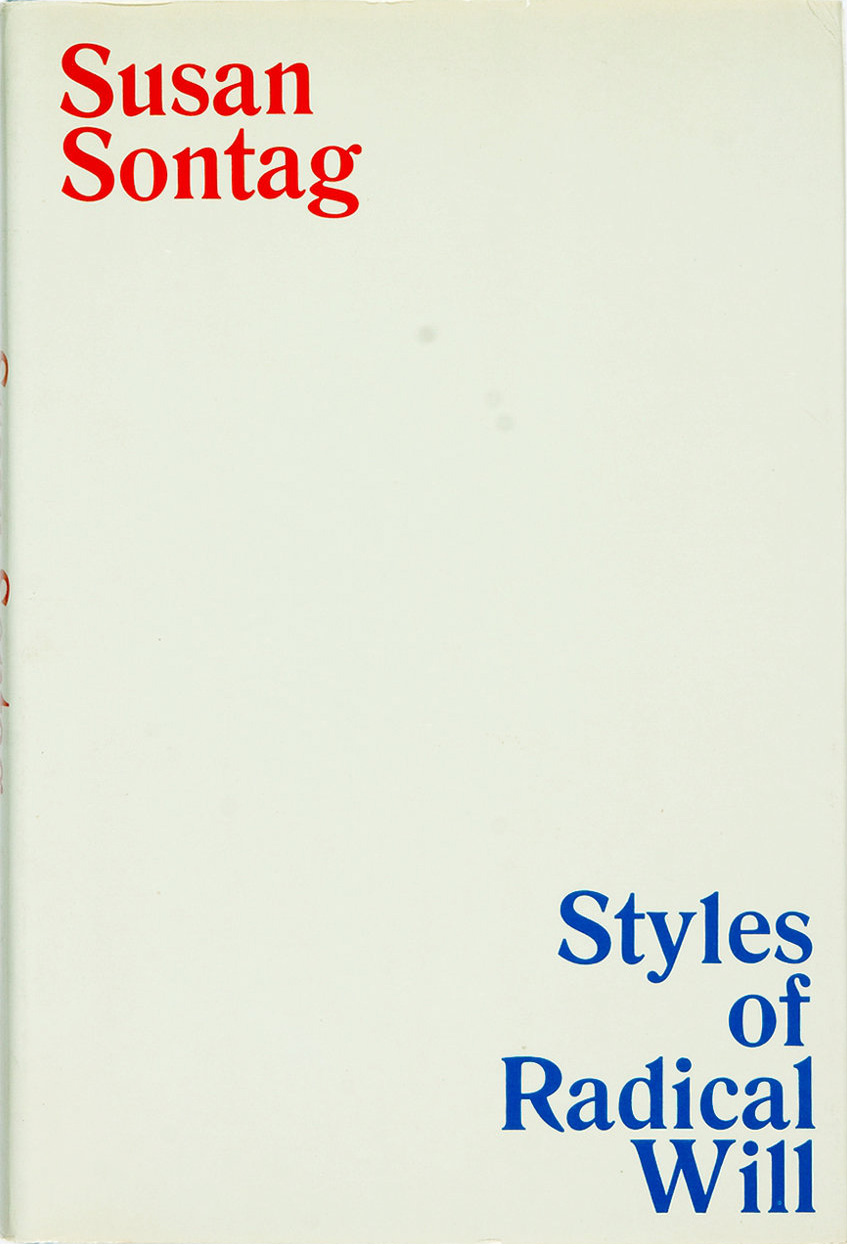
Die erste Buchveröffentlichung von The Pornographic Imagination erfolgte 1969 in dem Sammelband Styles of Radical Will.

Die pornographische Phantasie (in moderner Rechtschreibung: Die pornografische Phantasie; engl. Originaltitel: The Pornographic Imagination) ist ein Essay, den Susan Sontag erstmals 1967 in der März/April-Ausgabe der Zeitschrift Partisan Review veröffentlicht hat. Sie begründet darin ihre Auffassung, dass pornografische Texte ernsthafte und sogar gehobene Literatur sein können. Im Anschluss an diese Überlegungen plädiert sie für eine generelle Erweiterung des Literaturbegriffs.
Die pornographische Phantasie ist nicht Sontags erster Versuch, einem marginalisierten literarischen Genre bei Literaturwissenschaftlern und Literaturkritikern verstärkte Aufmerksamkeit zu verschaffen. Bereits in ihrem Essay Anmerkungen zu „Camp“ (1964) hatte sie ihre Überzeugung vorgetragen, „dass die Erlebnisweise der hohen Kultur keinen Alleinanspruch auf Kultur hat“. Jedoch zählt Sontag zu den Ersten, die den Literaturbegriff auf solche literarischen Genres ausdehnen wollten, die von der Kritik meist als „trivial“ geschmäht wurden, und ging damit u. a. denjenigen Intellektuellen voran, die später den Begriff der Paraliteratur geprägt und diese gegen die etablierte Literaturkritik verteidigt haben.

## Inhalt des Essays

### Voraussetzungen
Wichtig für das Verständnis des Essays ist heute, dass zum Zeitpunkt seiner Entstehung „Pornografie“ in den Vereinigten Staaten hauptsächlich pornografische Fotografie oder Literatur bedeutete. Eine industrielle Produktion von Pornofilmen begann in den USA aufgrund der bis dahin strengen Zensur erst nach 1969 („Golden Age of Porn“). Bis 1969 waren selbst in amerikanischen Männermagazinen wie Playboy niemals Medien abgedruckt worden, auf denen auch nur Schamhaar, geschweige denn Genitalien oder sexuelle Handlungen zu sehen gewesen wären.
Eines der vielen Motive, das den Essay Die pornographische Phantasie – ebenso wie auch Sontags essayistisches Gesamtwerk – wie ein roter Faden durchzieht, ist ihr Grimm über das anglo-amerikanische Geistesleben, dessen Proponenten nach ihrer Diagnose allzu wenig in fremde Länder und insbesondere nach Frankreich schauen, wo viele – insbesondere literarische – Diskurse nach ihrer Auffassung auf unvergleichlich viel höherem Niveau geführt werden als in Großbritannien oder den USA. Diese Haltung zeigt sie bereits in ihrem ersten je publizierten Essay, Psychoanalysis and Norman O. Brown’s Life Against Death (1961), in dem sie etwa D. H. Lawrence vorwirft, dass er – bei allem Anstoß, den die prüde anglo-amerikanische Welt an Lady Chatterley’s Lover genommen hat – immer noch unterschätzt habe, wie sehr Liebe eine Sache nicht des Trostes, der Ego-Stabilisierung und des Schutzes vor Einsamkeit, sondern der Sexualität und des Körpers ist. Bereits in diesem Essay hält sie den britischen und amerikanischen Autoren die Franzosen entgegen, die auf eine ungleich viel ältere Tradition des ernsthaften Nachdenkens über Sexualität zurückblicken (de Sade, Fourier, Cabanis, Enfantin, Sartre, Blanchot, Desclos, Genet).

### Grundbegriffe

#### Sexualität und Transgression
In seinem 1961 veröffentlichten Essay Pornography, Art, and Censorship hatte Paul Goodman über den Unterschied zwischen gesunder und kulturell deformierter Sexualität diskutiert. Sontag argumentiert dagegen, dass der sexuelle Appetit des Menschen immer, also etwa auch ganz ohne christliche Repressionen, das Potenzial berge, im menschlichen Bewusstsein als „dämonische Kraft“ zu wirken, die Menschen zur Verletzung von Tabus und anderem sozial nicht tolerierten Verhalten treibt. Selbst Phantasien über Widerwärtiges, physische Gewalt oder die Auslöschung des eigenen Bewusstseins stuft Sontag nicht als Pathologien, sondern als Phänomene ein, die im genuinen Spektrum der menschlichen Sexualität liegen – selbst wenn die meisten Menschen ihre Sexualität in deutlich gemäßigteren Bereichen erleben mögen.

“There is, demonstrably, something incorrectly designed and potentially disorienting in the human sexual capacity – at least in the capacities of man-in-civilization. Man, the sick animal, bears within him an appetite which can drive him mad.”

„Da ist, nachweislich, etwas fehlerhaft Designtes und potenziell Desorientierendes in der sexuellen Funktion des Menschen, wenigstens in den Funktionen des zivilisierten Menschen. Der Mensch, das kranke Tier, trägt in sich einen Appetit, der ihn verrückt machen kann.“

Die Metapher vom „kranken Tier“ verweist auf Nietzsche. Sontag widerspricht hier insbesondere den Freudomarxisten (Wilhelm Reich, Neue Linke), die davon überzeugt gewesen waren, dass der Mensch, wenn man nur seine Sexualität nicht unterdrücke, mit sich selbst notwendig im Einklang sei.

#### Das Obszöne
In ihrem Essay unternimmt Sontag auch eine Analyse des Obszönen, eines Begriffs, den Goodman in seinem Text zwar verwendet, aber nicht vertieft hatte. Konventionell werde „Obszönität“ – so beobachtet Sontag – so gedeutet, dass die sexuellen Funktionen und in deren Gefolge auch das sexuelle Vergnügen in einer zutiefst sexualfeindlichen Kultur stets als widerwärtig empfunden werden. Dem hier eingeschlossenen Gedanken, dass Obszönität nur existieren könne, wo Sexualität unterdrückt wird, tritt Sontag mit der These entgegen, dass das Obszöne vielmehr ein grundlegendes Konzept des menschlichen Bewusstseins (a primal notion of human consciousness) sei, das im Menschlichen tief verankert und weitaus mehr sei als nur das „Kielwasser der Leibfeindlichkeit einer kranken Gesellschaft“. Das Obszöne gehört nach Sontag zum Menschsein, wie die Transgression des sozial Gebilligten zur Sexualität gehört.
Verwirklicht sieht Sontag das – in diesem Sinne verstandene – Obszöne in einer von de Sade ausgehenden Traditionslinie der französischen Pornografie, deren Vertreter die Transgression radikal zum Prinzip erheben: Lautréamont, Bataille, Declos und C. Robbe-Grillet. Gemeinsam ist deren Arbeiten unter anderem, dass sie gar nicht so sehr von der Lust erzählen, sondern – offen oder verdeckt – vielmehr vom Tode:

“It's toward the gratifications of death, succeeding and surpassing those of eros, that every truly obscene quest tends.”

„Jedes wahrhaft obszöne Streben ist auf die Gratifikationen des Todes gerichtet, die denen des Eros folgen und sie überbieten.“

Die Psychoanalytikerin und Feministin Jessica Benjamin kam bei ihrer Deutung von Geschichte der O 1988 zu ähnlichen Auffassungen. Während Sontag den Roman als eine Geschichte der (im Tode gipfelnden) Befreiung gelesen hatte, hielt Benjamin O jedoch im Gegenteil für eine Scheiternde.

### Pornografie als Literatur
Goodmans Position zur Pornografie war zwiespältig gewesen. Zwar schloss er nicht aus, dass es eine legitime Funktion von Kunst sein könnte, den Leser sexuell zu erregen; jedoch hielt er Pornografie selbst im besten Falle nur für ein Therapeutikum, mit dem Menschen sich Triebabfuhr verschaffen können, denen in einer sexuell repressiven Gesellschaft dafür keine adäquateren Mittel zu Gebote stehen.
Da Goodman hier kurz davor steht, aus psychologischen Gedanken ästhetische Schlussfolgerungen zu ziehen, was schon vom Ansatz her abwegig ist, stellt Sontag gleich zu Beginn ihres Essays klar, dass die ästhetische Dimension von Pornografie von der psychologischen (ebenso wie von der sozialgeschichtlichen) sauber getrennt betrachtet werden müsse. Nachdem sie klarstellt, dass sie Pornografie strikt aus ästhetischer Sicht behandeln wird, legt sie ihre Hauptthese vor: Einige Werke der Pornografie halten den Kriterien für Hochliteratur stand und müssen darum als solche eingestuft werden.
Diese These war nicht vollkommen neu und z. B. 1964 bereits von Wayland Young vorgetragen worden. Dennoch befand Sontag sich damit zu den meisten Teilnehmern des Pornografiediskurses in den USA und in Großbritannien im Gegensatz. Diese diagnostiziertene Pornografie vor allem als ein Übel (malady), und zwar unabhängig davon, ob sie Pornografiegegner oder Liberale waren. Die Pornografiegegner, darunter George P. Elliott und George Steiner, suchten die Öffentlichkeit vor schmutzigen Büchern zu schützen; die Liberalen wie Goodman lehnten Pornografie nicht minder ab, duldeten sie aber dennoch, weil die Zensur ihnen als ein noch schlimmeres Übel erschien.

#### Pars-pro-toto-Fehlschluss
Sontag stellt nicht in Abrede, dass ein Großteil der pornografischen Literatur ästhetisch minderwertig ist, und kritisiert selbst die Lächerlichkeit und das Pathos, die oft auch in hochwertigen Beispielen noch zu finden sind. Das im Durchschnitt niedrige Qualitätsniveau hat viele Kritiker jedoch zu dem Pars-pro-toto-Fehlschluss verleitet, dass Pornografie niemals Literatur sein könne.
Sontag wendet dagegen ein, dass der Hinweis auf die Existenz von Schund in einem gegebenen literarischen Genre niemals ein valides Argument gegen das Genre selbst bilde oder dessen ästhetisch hochwertige Beispiele kompromittieren könne. Die Behauptung, dass Literatur und Pornografie einander zwingend ausschließen, werde von der Literaturkritik jedoch als Rechtfertigung dafür herangezogen, dass sie auf eine Untersuchung individueller Werke der pornografischen Literatur von vornherein verzichtet, wodurch die falsche Ausgangsthese auf fatale Weise wasserdicht gemacht werde.
Den letzten Grund dafür, dass Literaturkritiker zwischen Pornografie und Literatur selbst dann immer wieder ein Ausschlussverhältnis zu konstruieren versuchen, wenn sie sich dabei in Widersprüchen verheddern, sieht Sontag darin, dass alles, was mit Sexualität zu tun hat, in unserer Gesellschaft stets als „Spezialfall“ behandelt werde.

#### Figurengestaltung
Das wohl schwerwiegendste Argument, das vorgebracht worden ist, um Pornografie aus der Literatur kategorisch auszuschließen, besteht im Hinweis darauf, dass in pornografischen Texten die Beziehungen zwischen Menschen sowie ihre Gefühle, ihre Motive und ihre gesamte psychologische und soziale Charakteristik verkürzt und grob vereinfacht dargestellt werden; Pornografie erzähle immer nur von den „motivlosen unermüdlichen Transaktionen depersonalisierter Organe.“
Sontag hält diesem und allen nachfolgend aufgeführten Argumenten entgegen, dass ihre Vertreter im Grunde den Anbruch der Moderne nicht zur Kenntnis genommen haben und von einem verkürzten Literaturbegriff ausgehen, der für den realistischen Roman des 19. Jahrhunderts angemessen sein mag, nicht aber für Werke wie Ulysses oder die Arbeiten des deutschen Expressionismus und des französischen Surrealismus, die nach dem Ende des Ersten Weltkrieges die Literatur der Westlichen Welt neu begründet haben und denen später Bewegungen wie der Nouveau roman und Autoren wie Stein, Bely, Nabokov und Burroughs gefolgt sind. Jacques Rivière hatte, aus denselben Gründen wie Sontag, eine Revision des Literaturbegriffs bereits 1924 angemahnt.

Sontag selbst hatte sich auch in früheren Essays schon mehrfach für marginalisierte Genres eingesetzt (Pornografie, Film, Undergroundfilm, Camp, Happenings, Science-fiction-Film).
Sontag argumentiert weiter, dass die Anwesenheit realistisch gezeichneter Figuren in einem literarischen Werk nicht einen Wert für sich bilde oder auch nur notwendig sei, um etwa die moralische Sensibilität der Leser anzusprechen. Figuren sind, wie schon Henry James erkannt hat, für den Autor nicht mehr als eine „schriftstellerische Ressource“ (a compositional ressource) und können auf ganz unterschiedliche Weise verwendet werden; eine pralle Dreidimensionalität der Darstellung von Personen und Personenbeziehungen ist vom Autor gar nicht immer gewünscht. Als Beispiel führt Sontag hier den Fall von James Joyce’ Ulysses an, in dem es vollkommen verfehlt wäre, sich in die Psychologie oder die persönlichen Motive der Figuren einfühlen zu wollen; vielmehr handelt der Roman von transpersonalen Bezügen, für welche die Figuren lediglich als Medien fungieren.

#### Grenzlanderkundung
Eng mit dem vorgenannten Begründungsansatz verwandt ist das Argument, dass Werke wie die de Sades oder auch Geschichte der O deshalb keine Literatur seien, weil sie nicht die „normale“ Erfahrungswelt „normaler“ Menschen, sondern Extremsituationen und die pathologischen Obsessionen von Autoren abbilden, die mit der Mehrzahl der Leser keine Berührungspunkte haben.
Wie das vorgenannte Argument führt Sontag auch dieses auf ein eingeschränktes Verständnis von Literatur zurück, die mit „lebensnaher“ Literatur im Sinne des Realismus des 19. Jahrhunderts gleichgesetzt wird, in der nur wirklichkeitsgetreue Menschen gezeigt wurden und dies stets in Situationen, die den Lesern vertraut waren.
Sontag plädiert mit ihrem Essay dafür, den Literaturbegriff radikal zu erweitern und jeden Text als „Literatur“ gelten zu lassen, der der Phantasie entspringt. Diese Erweiterung schließt für sie unter anderem auch solche Werke ein, in denen Ideen und andere Dinge ausgelotet werden, die über den thematischen Rahmen des Realismus hinausgehen:

“[…] equally valid as a subject for prose narrative are the extreme states of human feeling and consciousness, those so peremptory that they exclude the mundane flux of feelings and are only contingently linked with concrete persons — which is the case with pornography.”

„[…] genauso berechtigt als Gegenstand eines Prosanarrativs sind die Extremzustände des menschlichen Fühlens und Bewusstseins, die so drängend sind, dass sie den alltäglichen Fluss der Gefühle ausklammern und nur bedingt mit konkreten Personen verknüpft werden — was bei Pornografie der Fall ist.“

Obwohl wir extreme Bewusstseinszustände im täglichen Leben zu unterdrücken suchen, existiere, so argumentiert Sontag, kein ästhetisches Prinzip, das es verbietet, solche Bewusstseinszustände in der Kunst zu behandeln. im Gegenteil: „Wirkliche Kunst hat die Eigenschaft, uns nervös zu machen“, hatte Sontag 1964 geschrieben, und die Vorstellung vom Künstler als einem freischaffenden Erforscher spiritueller Gefahren habe der Kunst in der letzten 100 Jahre einen fast sakramentalen Rang verschafft, wobei der Künstler – bei aller Exzentrizität – ein sensibles Gespür dafür haben müsse, was das Publikum von ihm erwartet:

“The exemplary modern artist is a broker in madness.”

„Der exemplarische moderne Künstler ist ein Makler für Wahnsinn.“

#### Pornografie und Wahrheit
Trotz dieses Pathologieverdachts und obwohl sie einräumt, dass das Überschreiten von Grenzen, die dem Bewusstsein konventionell gesetzt sind, tendenziell gefährlich und zerstörerisch ist, verteidigt Sontag die Literatur und insbesondere die pornografische Literatur leidenschaftlich gerade dort, wo sie Grenzen überschreitet und damit – im Geiste Hegels – Wissen über Bereiche des Menschseins zugänglich macht, die der Erkenntnis gewöhnlich verschlossen blieben:

“Several times before in this essay I have alluded to the possibility that the pornographic imagination says something worth listening to, albeit in a degraded
 and often unrecognizable form. I've urged that this spectacularly cramped form of the human imagination has, nevertheless, its peculiar access to some truth. This truth — about sensibility, about sex, about individual personality, about despair, about limits — can be shared when it projects itself into art.”

„Schon mehrfach hatte ich in diesem Essay die Möglichkeit angedeutet, dass die pornografische Phantasie etwas sagt, das angehört zu werden verdient, obwohl es in einer geschwächten und oft unkenntlichen Form erscheint. Ich habe gemahnt, dass diese spektakulär überfüllte Form der menschlichen Imagination dennoch ihren besonderen Zugang zu mancher Wahrheit besitzt. Diese Wahrheit – über Empfinden, über Sex, über die individuelle Persönlichkeit, über Verzweiflung, über Grenzen – kann mitgeteilt werden, wenn es in Kunst überführt wird.“

Noch expliziter als im Essay selbst hat Sontag die Art der Wahrheit, von der Texte wie Geschichte der O sprechen, in einem 1975 veröffentlichten Interview benannt:

“That voluptuousness does mean surrender, and that sexual surrender pursued imaginatively enough, experienced immoderately enough, does erode pride of individuality and mocks the notion that the will could ever be free -- these are truths about sexuality itself, and what it may, naturally, become.”

„Dass Wollust Hingabe bedeutet, und dass sexuelle Hingabe, die imaginativ genug und übermäßig genug erfolgt, den Stolz auf die Individualität aushöhlt und der Vorstellung spottet, dass der Wille jemals frei sein könne – das sind Wahrheiten über die Sexualität selbst und das, was aus ihr, natürlicherweise, werden kann.“

Sontag erklärt Os Entscheidung, sich René und später Sir Stephen zu unterwerfen, so, dass „das Bedürfnis von Menschen, ‚das Persönliche‘ zu transzendieren […] nicht weniger tief verankert [sei] als das Bedürfnis, eine Person, ein Individuum zu sein“. Dieses Problem findet sich keineswegs nur in der pornografischen, sondern auch in der zeitgenössischen anerkannten Hochliteratur, markant und ebenfalls mit einem weiblichen Beispiel etwa in Paul Bowles’ Roman The Sheltering Sky (1949).

#### Distanz vs. Involviertheit des Künstlers
Ein drittes Argument, das sich mit dem vorgenannten in direkter Nachbarschaft befindet, ist die These, dass echte Kunst vom Betrachter in einem seelischen Zustand der Ruhe und Abgeklärtheit aufgenommen werde. Noch in ihrem 1964 veröffentlichten Essay Über den Stil hatte Sontag diese Auffassung – wenn auch bereits mit Einschränkungen – selbst geteilt.
Selbst solche Kritiker, die Literatur über Lust zumindest theoretisch dulden, schließen die Lust aus dem Spektrum denkbarer literarischer Themen faktisch aus, indem sie fordern, dass die Autoren davon aus geziemender „Distanz“ erzählen sollen. Sontag hält Distanz nicht für ein valides Kriterium für Kunst und verweist dabei auf das Werk von van Gogh, dessen künstlerischer Rang im 20. Jahrhundert über jeden Zweifel erhaben ist, obwohl es konsequent die von der Norm sehr stark abweichende Sichtweise seines Schöpfers repräsentiert. Nicht innerer Gleichmut mache jemanden zum Künstler, sondern Originalität, Gründlichkeit, Authentizität und die Kraft, die aus seinem aufgewühlten irregulären Bewusstsein strömt und die er in seinem Werk einfängt; uneingeschränkt gelte dies auch für Literatur, in der extreme sexuelle Obsessionen dargestellt werden.

#### Appell an die sexuelle Reaktion
Ein viertes Argument, das gegen die Literarizität von Pornografie immer wieder herangezogen wird, ist der Hinweis auf ihre Intention, die Leser sexuell zu erregen, die noch dazu oftmals als die einzige Absicht erkennbar ist.
Ebenso wie Goodman bestreitet Sontag, dass die sexuelle Reaktion sich von anderen emotionalen Reaktionen (Gelächter, Weinen, Empörung usw.) so kategorisch unterscheide, dass Kunst zwar auf die letzteren, nicht aber auf die erstere zielen dürfe. Die Heuchelei, die bei diesem Argument oft im Spiel sei, offenbare sich etwa dann, wenn Kritiker bei bestimmten Werken (von Chaucer bis D. H. Lawrence), die sie als Hochliteratur anerkannt sehen wollen, über deren pornografische Qualitäten geflissentlich hinwegsehen.
Sontag bestreitet nicht nur, dass der Appell an die sexuelle Reaktion einen Text ästhetisch entwerte, sie arbeitet auch heraus, wie hochwertige pornografische Literatur Absichten verfolgt, die über die bloße sexuelle Erregung der Leser weit hinausgehen, etwa Konversion (siehe weiter unten).

#### Dramatische Gestalt
Ein fünftes Argument, mit dem unter anderen Theodor W. Adorno der Pornografie eine Literarizität aberkannt hat, ist jenes, dass pornografische Texte keinen dramatischen Aufbau mit Anfang, Mitte und Schluss haben.
Sontag macht dagegen geltend, dass einige hochwertige pornografische Werke, etwa Die Geschichte des Auges und Das Bild durchaus eine konventionell lineare Erzählstruktur aufweisen und in einen sorgfältig motivierten Schluss münden. Umgekehrt gibt es ausgewiesene Hochliteratur wie z. B. die Arbeiten von Gertrude Stein oder William S. Burroughs, in denen überhaupt keine Erzählstruktur zu erkennen ist. Noch schwerer wiegt Sontags Argument, dass die Pornografie als selbstständiges Genre ihre eigene Erzählstruktur habe, die nun einmal durch  serielle sexuelle Begegnungen und einen abrupten Handlungsabbruch definiert sei.

#### Sprache und Stil
Sechstens schließlich wurde als Argument gegen Pornografie als Literatur geltend gemacht, dass die Autoren der sprachlichen Ausgestaltung oft wenig Aufmerksamkeit widmen und dass der Sprache – als bloßem Instrument zur Evokation von außersprachlichen Phantasien – insgesamt kein hoher Stellenwert eingeräumt werde. Sontag führt hier als Gegenbeispiel den Roman Geschichte der O an, dessen Sprachniveau gehoben und geradezu keusch sei.

#### Gemeinsamkeiten von Pornografie und anderen Genres

##### Science-Fiction
Beiläufig weist Sontag in ihrem Essay auf, dass zwischen Pornografie und Science-Fiction – einem Genre, über das sie bereits 1965 geschrieben hatte – mehrere Parallelen bestehen. So teilen beide Genres das Schicksal, dass die überwältigende Mehrzahl der Arbeiten zu Recht als Schundliteratur eingestuft wird, was im oben bereits dargestellten Pars-pro-toto-Fehlschluss oft dem Genre selbst vorgeworfen wird. Eine weitere Parallele besteht darin, dass in beiden Genres die Imagination so anschwillt, dass die daraus hervorgehende Fiktion einer harten Plausibilitätsprüfung oft kaum standhalten würde. Der Darstellung von astronomisch Unrealistischem und physikalisch Unmöglichem in der Science-Fiction entsprechen in der Pornografie Darstellungen von unrealistischen Sexualorganen und von unrealistischen Sexualakten, die von realen Menschen oft weder ausgeführt noch tatsächlich genossen werden könnten. Sontag verteidigt solche Exzesse der Phantasie mit dem Hinweis, dass die Verwendung von genretypischen Topoi einen Text nie zur Nicht-Literatur machen könne, sondern im Gegenteil ein anerkanntes Merkmal von Literarizität sei.
Eine dritte Gemeinsamkeit sieht Sontag daran, dass zumindest die anspruchsvollsten Werke in beiden Genres – über alle anderen Ziele, die darin verfolgt werden, hinaus – letztlich auf eine Desorientierung, auf seelische Verwirrung (at disorientation, at psychic dislocation) zielen.

##### Komödie
Eine wichtige Parallele sieht Sontag auch zwischen Pornografie und Komödie. So werden in beiden Genres die Figuren gewöhnlich nur von außen und mit wenig Tiefe dargestellt. Selbst in den bizarrsten Situationen bleiben sie emotional scheinbar unberührt (in der klassischen Filmkomödie z. B. Buster Keaton). Ebenso wie in Komödien die Komik oft aus einem grotesken Gegensatz von frenetisch bewegter Situation und erstarrtem Gefühlsausdruck der beteiligten Figuren entsteht, entsteht in der Pornografie – so meint Sontag – für das Publikum die erotische Spannung gerade aus demselben Gegensatz, also gerade daraus, dass die in außerordentlichen sexuellen Aktivitäten begriffenen Personen möglichst wenig Gefühle erkennen lassen.

##### Religiös inspirierte Literatur
Ein drittes literarisches Genre, in dem Sontag Parallelen zu Strukturprinzipien der Pornografie findet, ist die religiös inspirierte Literatur. Wie die Sexualität, so ist auch die Religion eine der menschheitsgeschichtlich ältesten Ressourcen, aus denen Menschen schöpfen, um Zustände von Ekstase zu erreichen. In den von Sontag untersuchten pornografischen Werken suchen die Hauptfiguren weitaus mehr als nur sexuelle Triebabfuhr: Sie leben ihre sexuellen Obsessionen mit der Unbedingtheit und Zielstrebigkeit aus, die in anderen literarischen Werken für Figuren charakteristisch ist, die von religiösen Obsessionen angetrieben werden. Sontag lehnt es strikt ab, hier von Krypto-Religiosität zu sprechen; doch verwenden Werke wie Geschichte der O nicht nur religiöse Metaphern, sondern zielen ihrer Auffassung nach in gewissen Sinne auch darauf ab, Menschen zu bestimmten Einstellungen zu bekehren.
Als weiteres Bindeglied zwischen Pornografie und religiöser Literatur nennt Sontag die Absolutheit beider Genres. So gehe es in der pornografischen Literatur stur um sexuelle Absichten und um sexuelle Aktivitäten; anderes finde hier grundlegend keinen Platz:

“The universe proposed by the pornographic imagination is a total universe. It has the power to ingest and metamorphose and translate all concerns that are fed into it, reducing everything into the one negotiable currency of the erotic imperative. All action is conceived of as a set of sexual exchanges.”

„Das Universum, das die pornografische Phantasie hervorbringt, ist ein totales Universum. Es hat die Macht, alle Dinge, die ihm eingespeist werden, aufzunehmen und umzugestalten und zu übersetzen, wobei alles auf die einzig bankfähige Währung des erotischen Imperativs reduziert wird. Alles Handeln ist als ein Satz von sexuellen Transaktionen konzipiert.“

Auch in vielen religiös inspirierten Werken wird sämtliches Geschehen in religiöse Dichotomien (heilig vs. profan usw.) übersetzt. Sontag schließt daraus, dass Absolutheit kein valides Kriterium sein könne, um aus einem Text Nicht-Literatur zu machen.

## Die im Essay erwähnten literarischen Werke
Zur Veranschaulichung ihrer Argumentation zur pornografischen Phantasie zieht Sontag verschiedene Autoren und Einzelwerke der (meist erotischen) Literatur heran, darunter beiläufig das dem Earl of Rochester zugeschriebene Drama Sodom (1684), John Clelands Roman Fanny Hill (1748), Oscar Wildes Teleny (1895) und Apollinaires Les Onze Mille Verges (1907), die sie, ebenso wie den nachfolgend aufgeführten Roman Candy, ungeachtet der hohen Reputation der meisten der Autoren allesamt als ästhetisch minderwertig einstuft.
Charakteristisch für die von Sontag am höchsten bewerteten Titel ist, dass diese im englischsprachigen Raum erst sehr spät Verbreitung erlangt haben:
| Autor                                        | Originaltitel des Werkes  | Jahr       | Jahr                                                | Jahr                                                    | Jahr                                                               |
| Autor                                        | Originaltitel des Werkes  | Entstehung | Legale Veröffentlichung des französischen Originals | Veröffentlichung in unzensierter englischer Übersetzung | Veröffentlichung in unzensierter englischer Übersetzung in den USA |
| -------------------------------------------- | ------------------------- | ---------- | --------------------------------------------------- | ------------------------------------------------------- | ------------------------------------------------------------------ |
| Marquis de Sade                              | Les 120 jours de Sodom    | 1785       | 1904                                                | 1954                                                    | 1966 (Grove Press)                                                 |
| Marquis de Sade                              | Justine                   | 1787       | 1791                                                | 1953                                                    | 1965 (Grove Press)                                                 |
| Pierre Louÿs                                 | Trois filles de leur mère | um 1910    | 1926                                                | 1958                                                    | 1969 (Grove Press)                                                 |
| Georges Bataille                             | Histoire de l'œil         | 1928       | 1967                                                | 1977 (Urizen Books)                                     | 1977 (Urizen Books)                                                |
| Georges Bataille                             | Madame Edwarda            | 1941       | 1971                                                | 1989 (Marion Boyars Publishers)                         | -                                                                  |
| Anne Declos (als „Pauline Réage“)            | Histoire d'O              | 1954       | 1954                                                | 1965 (Olympia Press)                                    | 1966 (Grove Press)                                                 |
| Catherine Robbe-Grillet (als „Jean de Berg“) | L'image                   | 1956       | 1956                                                | 1966 (Grove Press)                                      | 1966 (Grove Press)                                                 |

### Marquis de Sade:Die 120 Tage von Sodom,Justine

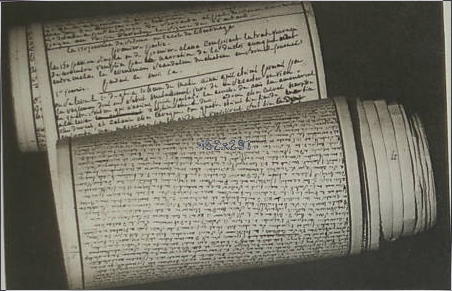
Das Originalmanuskript von Die 120 Tage von Sodom

Sontag geht in ihrem Essay auf zwei Romane von de Sade ein: In seinem 1787 verfassten, aber erst 1904 veröffentlichten, nur skizzenhaft ausgeführten Roman Die 120 Tage von Sodom berichtet de Sade in strenger Systematik und Choreografie von den sadistischen Orgien, die vier reiche Franzosen an 48 ausgewählten Sexualobjekten vollziehen, von denen die meisten dabei ums Leben kommen. Der 1787 geschriebene und 1797 veröffentlichte Roman Justine erzählt die Geschichte einer in Armut geratenen tugendhaften jungen Frau, die einer langen Reihe von grausamen Verfolgungen und Erniedrigungen unterworfen wird und am Ende ebenfalls ums Leben kommt.
Während de Sade im englischsprachigen Raum auch zum Zeitpunkt der Entstehung von Sontags Essay noch in erster Linie als eine Figur der Geschichte der Psychopathologie galt, wurde er in Frankreich schon von vielen Autoren des 19. und 20. Jahrhunderts (besonders Baudelaire, Flaubert, Breton und den Surrealisten) enthusiastisch rezipiert und nach dem Zweiten Weltkrieg von Schriftstellern und Intellektuellen wie Paulhan, Bataille, Leiris, Lély, Klossowksi, Blanchot und Beauvoir in seiner Bedeutung als ernstzunehmender radikaler Denker autoritativ bestätigt.
Sontag erwähnt de Sade in ihrem Essay erstens, weil er für die moderne Pornografie wesentliche Grundlagen geschaffen hat, und zweitens, weil sein Werk und die davon beeinflusste jüngere pornografische Literatur der wichtigste Bezugspunkt in der Intertextualität des Romans Geschichte der O ist, den Sontag in diesem Essay ebenfalls als beispielhaft behandelt. Deutlich erkennbar sind die Anleihen, die die Geschichte der O bei de Sade macht, nicht nur beim sadomasochistischen Thema, sondern auch bei den anachronistischen und stereotypen Kulissen, in denen die Autorin die Folterszenen der Haupthandlung ansiedelt.
Damit enden die Querverbindungen zwischen de Sade und Geschichte der O aber auch schon. Charakteristisch ist für de Sades Werk – ebenso wie für einen Großteil der Pornografie überhaupt –, dass es mit Figuren bevölkert ist, die weder einen Willen noch Intelligenz noch ein Erinnerungsvermögen erkennen lassen. Um sexuelle Begegnungen in extremer Reinkultur darzustellen, liquidiert de Sade daraus alles Persönliche, die Teilnehmer sind vollkommen austauschbar. Dabei gilt sein Interesse gar nicht der Lust als solcher, sondern der Lust an der Transgression, die er bis ins letzte Extrem auszuloten sucht. Sontag beschreibt Die 120 Tage von Sodom als eine intellektuelle Odyssee, die de Sade in die Transgression unternimmt, als eine Summa, ein Kompendium der pornografischen Phantasie. Weil der Transgressionspassion eine endgültige Erfüllung grundlegend verwehrt bleibt (jede Transgression könnte durch eine noch ungeheuerlichere überboten werden), kommt de Sade in dem Roman freilich zu keinem Schluss; statt zu kulminieren, besteht die Handlung aus endlosen Variationen immer neuer blutrünstiger Exzesse, die das Publikum, wie Sontag kritisiert, in ihrem schematischen, mechanistischen Charakter letztlich ermüde.
Mit de Sade hatte Sontag sich, eher beiläufig, bereits 1965 in ihrer Marat/Sade-Rezension (Marat/Sade/Artaud) beschäftigt.

### Pierre Louÿs:Drei Schwestern und dazu die Mutter
Der bereits um 1910 entstandene, aber erst 1926, postum veröffentlichte Roman Trois filles de leur mère, der als Pierre Louÿs’ Meisterwerk gilt, erzählt von den heiteren erotischen Abenteuern, die der sexuell unersättliche zwanzigjährige X mit der Prostituierten Teresa und ihren drei Töchtern Charlotte, Mauricette und Lili erlebt.
Sontag zieht das Beispiel heran, weil dieses Werk, das nach ihren Kriterien zweifellos Hochliteratur ist, im Gegensatz zu den anderen von ihr untersuchten Arbeiten nicht dem Tode zugewandt, nach Sontags Definition also nicht obszön ist.

### James Joyce:Ulysses
James Joyce’ 1922 veröffentlichter Roman Ulysses gilt, weil er mit grundlegenden Konventionen des literarischen Realismus des 19. Jahrhunderts – etwa dem Prinzip, dass Figuren als individuelle Persönlichkeiten konzipiert sein müssen – auf künstlerisch äußerst anspruchsvolle Weise radikal bricht, als für die literarische Moderne richtungsweisend. Beide weiblichen Figuren des Romans, Molly Bloom und Gerty MacDowell, sind an explizit dargestellten sexuellen Handlungen beteiligt, was den Roman, bevor Gerichtsentscheidungen die Publikation ermöglicht haben, sowohl in Großbritannien als auch in den USA mit den Zensurbehörden in Konflikt gebracht hatte.

### Georges Bataille:Die Geschichte des Auges,Madame Edwarda
Bataille schrieb seine pornografischen Werke unter Pseudonym, darunter Histoire de l'œil (1928, als „Lord Auch“) und Madame Edwarda (1941, als „Pierre Angélique“). Der kurze Roman Histoire de l'œil erzählt in losen Episoden die erotisch leidenschaftliche Liebesgeschichte, die der Erzähler einst mit seiner Freundin Simone hatte. Beide Teenager haben eine Vorliebe für ausgefallene Sexualpraktiken, die im Handlungsverlauf immer weitere Steigerungen erreichen. Die mit Blasphemien spielende Erzählung Madame Edwarda handelt von einer verrückten Bordellprostituierten, die behauptet, Gott zu sein.
Sontag zieht das Beispiel von Histoire de l'œil heran, um zu illustrieren, wie dieses künstlerisch radikale Werk in den USA und in Großbritannien nur aus dem einen Grunde als „reine“ Pornografie und als „unerklärlich ausgefallener Schund“ (inexplicably fancy trash) hat eingestuft werden können, weil nämlich im englischsprachigen Raum jene schwierige Neubestimmung des Litarizitätsbegriffs ausgeblieben ist, die in Frankreich für die Entstehung von Werken wie Histoire de l'œil überhaupt erst die Voraussetzungen geschaffen hat. Kennzeichnend für Batailles erotische Arbeiten ist deren Düsterheit. Wie de Sade begibt Bataille sich darin auf eine alles vereinnahmende Suche nach Transgression. Während de Sade seine Leser mit grellen Akten von Schändung und Besudelung geradezu überschüttet, setzt Bataille Transgressionen jedoch weitaus sparsamer, subtiler, konzentrierter und treffsicherer ein, womit er, wie Sontag findet, eine ungleich stärkere und ungeheuerlichere Wirkung erzielt. Zur Kompaktheit und hohen Dichte von Batailles Werkes trägt auch bei, dass die Figuren bei ihm nicht austauschbar sind.
Grundlegender als alle anderen Autoren, die Sontag untersucht hat, hat Bataille in seinem pornografischen Werk das herausgearbeitet, was Sontag als das Obszöne bezeichnet, eine Erotik der Agonie (siehe weiter oben). Ein weiteres grundlegendes künstlerisches Problem der Pornografie, für das Bataille – anders als de Sade – eine Lösung gefunden hat, ist der Schluss. Die Handlung von Histoire de l'œil ist hoch strukturiert mit einer Parade absichtsvoll ausgewählter Objekte (beginnend mit einem Ei und endend mit einem menschlichen Augapfel), die die Stationen der Befriedigung einer erotischen Obsession markieren, wobei die Transgression jedes Mal gesteigert wird und ihren Höhepunkt im letzten Objekt findet, das gleichzeitig nur eine andere Version des ersten ist.

### Jean Genet:Notre-Dame-des-Fleurs,Wunder der Rose
Jean Genets autobiografisch inspirierter Debütroman Notre-Dame-des-Fleurs (1944) erzählt die in der schwulen Pariser Unterwelt angesiedelte Geschichte der Drag Queen Divine, wobei sexuelle Inhalte so stark hervortreten, dass Sartre das Werk als „das Epos der Masturbation“ (l'épopée de la masturbation) bezeichnet haben soll. Genets zweiter Roman, Miracle de la Rose (1946) spielt unter jungen schwulen Gefangenen in einer französischen Strafkolonie.
Sontag erwähnt diese beiden Romane in ihrem Essay deshalb, weil sie zwar reich an expliziten Darstellungen sexueller Handlungen sind, diese von den meisten Lesern aber nicht als pornografisch bzw. als sexuell erregend empfunden werden. Sontag erklärt das damit, dass der Autor, auch nach eigenem Bekunden, beim Schreiben selbst erregt war und seine Figuren zu emotional aufgewühlt dargestellt hat, um seinen Lesern ausreichend Freiraum für ihre eigene Erregung zu lassen, was Sontag für eine conditio sine qua non jeder echten Pornografie hält (vgl. dazu den Abschnitt zu Pornografie und Komödie).

### Anne Desclos:Geschichte der O
Der unter dem Pseudonym Pauline Réage veröffentlichte sadomasochistische Roman Histoire d’O (1954) von Anne Cécile Desclos erregte zum Zeitpunkt seines Erscheinens unter anderem deshalb besonderes Aufsehen, weil er als Darstellung weiblicher Unterwerfung von einer Frau geschrieben war. Das mit dem Prix des Deux Magots ausgezeichnete Werk erzählt die Geschichte einer erfolgreichen Pariser Fotografin, die sich aus Liebe zu zwei Männern und um vollkommene sexuelle und persönliche Erfüllung zu finden, zur Sub ausbilden lässt.
Sontag zieht das Beispiel dieses Romans vor allem heran, um aufzuweisen, wie ein einschlägiges Werk der Pornografie die ästhetischen Kriterien für Hochliteratur erfüllen kann. So reiht Geschichte der O nicht einfach nur Szenen aneinander, an denen die Leser sich sexuell erregen können, sondern bietet eine kunstvoll ausgearbeitete Narration mit Anfang, Mitte und Schluss. Die Sprache ist elegant und sorgfältig ausgearbeitet. Die Figuren werden von intensiven Emotionen (wenn diese Emotionen auch obsessiv und unsozial sein mögen) und von Motiven angetrieben (wenn diese Motive auch keine psychiatrisch und sozialen „normalen“ sein mögen). Sie folgen einer „Psychologie“ (wenn dies auch eine von der Psychologie der Lust abgeleitete Psychologie sein mag). O und ihre Partner werden (wenn sie auch hauptsächlich in sexuellen Situationen dargestellt werden mögen) als Persönlichkeiten nicht verkürzter dargestellt als die Figuren in vielen anderen Werken der zeitgenössischen Literatur.
Beiläufig weist Sontag auf, dass das Werk nicht einmal durch seine Bezugnahme auf Schundliteratur Schaden nimmt. Die Intertextualität von Geschichte der O umfasst außer dem Werk de Sades und dessen Rezeption bis hin ins 20. Jahrhundert auch die Potboilerliteratur des französischen Roman libertin des 19. Jahrhunderts mit ihren brutalen englischen Aristokraten, die in den reich ausgestatteten Folterkammern ihrer finsteren Schlösser ihren sadomasochistischen Vorlieben nachgehen; zu den offensichtlichsten Verweise der Geschichte der O auf den Roman libertin zählen die anachronistischen Kulissen der Haupthandlung und die Figur des Sir Stephen.
Zum Werk de Sades weist Geschichte der O, wie Sontag in ihrem Essay herausarbeitet, neben Gemeinsamkeiten auch wichtige Unterschiede auf. So folgt die Handlung, statt dem Prinzip eines Katalogs oder einer Enzyklopädie, einer Logik der Ereignisse. O und René (später: O und Sir Stephen) bilden, was für pornografische Literatur eher ungewöhnlich ist, ein Paar. O hat sowohl ein Bewusstsein als auch Gefühle (wenn letztere auch stets bei einem Thema bleiben mögen), die aus ihrer Perspektive und mit Sorgfalt beschrieben werden. Während bei de Sade alle Sexualpartner austauschbar sind, reagiert O auf unterschiedliche Personen unterschiedlich. Während de Sades Sexualobjekte, z. B. Justine, aus stereotyper männlicher Perspektive als immer gleich perplexe Opfer dargestellt werden, deren Bewusstsein von dem, was ihnen zustößt, weder geformt noch beeinflusst wird, befindet O sich auf eine aktiven Suche; sie lernt, leidet und verändert sich. Sie nimmt Schmerz und Angst in Kauf, weil sie in ein Mysterium eingeweiht werden will: das Mysterium des Verlustes und der Transzendenz ihres Selbst. Während de Sades sich an der Austilgung der Persönlichkeit vom Standpunkt von Macht und Freiheit interessiert, geht es bei Geschichte der O letztlich jedoch um eine Suche nach Glück. Sontag bezweifelt, dass die in dem Roman weithin verwendeten religiösen Metaphern wirklich religiös gemeint sind, und stuft ihn als reines erotisches Buch ein.
Sontag zieht Geschichte der O schließlich auch als Beispiel für ein pornografisches Werk heran, das Parallelen zur literarischen Tragödie aufweist. So wird die tiefreligiöse, ernste Grundstimmung des Romans kaum aufgehoben und die Hauptfigur strebt, selbst wenn sie nicht tatsächlich stirbt, im Sog der inneren Handlungsdynamik unausweichlich dem Tode zu.

### Catherine Robbe-Grillet:Das Bild
Der unter dem männlichen Pseudonym Jean de Berg von Catherine Robbe-Grillet publizierte kurze Roman L'image (1956) erzählt aus der Perspektive des Ich-Erzählers Jean von dessen Dreiecksbeziehung zu zwei Frauen, der Fotografin Claire, und Anne, die Claires Sub ist. Zwar überlässt Claire ihm Anne als Sub, doch beschränkt Jean sich zunächst weitgehend auf die Rolle eines Voyeurs und folgt erst allmählich Claires suggestiven Anleitungen, Anne als Top aktiv zu dominieren. Nach vielen rätselhaften und erotisch stark aufgeladenen Interaktionen zwischen allen drei Figuren erweist Anne sich im letzten Kapitel als das Spiegelbild von Claire, die das eigentliche Ziel von Jeans Liebe ist und die ihm, bevor sie seine Geliebte wird, keineswegs bloß ein erotisches Spielzeug, sondern vielmehr eine Projektion ihrer selbst geschickt hat, um ihn zu lehren, wie er sie lieben soll.
Sontag zieht auch dieses Beispiel wegen seiner außergewöhnlich hohen literarischen Qualität heran, die sich unter anderem im komplexen Spiel mit der Metapher des „Bildes“, aber auch in der anspruchsvollen Handlungsführung mit gleichzeitig überraschendem und dramatisch zwingendem Schluss ausdrückt, wobei der Roman – anders als Geschichte der O – nicht als Tragödie, sondern als Komödie, nämlich mit einem glücklichen Handlungsausgang angelegt ist.

### Terry Southern, Mason Hoffenberg:Candy und die sexte der Welten
Terry Southerns und Mason Hoffenbergs 1958 unter dem Pseudonym Maxwell Kenton veröffentlichter Roman Candy erzählt die pikaresken Abenteuer einer attraktiven jungen Frau, deren naiver Altruismus von lüsternen Männern ausgebeutet wird, sodass sie von einer burlesken sexuellen Situation in die nächste stolpert. Das Werk erwies sich unfreiwillig als Projektionsfläche für einige Kritiker, die darin einen intertextuellen Bezug zu Voltaires Satire Candide oder der Optimismus zu erblicken glaubten, der von den Autoren jedoch keineswegs beabsichtigt gewesen war („Es ist, als ob du in die Gosse kotzt und alle fangen an zu sagen, dass das die großartigste neue Kunstform sei.“). Das Buch erwies sich als Bestseller und wurde nicht nur in mindestens 14 weitere Sprachen übersetzt, sondern 1968 auch als Film adaptiert.
Sontag erwähnt Candy als Beispiel für solche pornografische Literatur, die – hier: trotz einer Hype um angebliche künstlerische Qualitäten – den Standards für Hochliteratur nicht genügt.

## Weitere Entwicklung des Diskurses

### Ästhetische Perspektive: Paraliteratur
Sontag wurde mit diesem Essay zu einer der Initiatorinnen einer ganzen Bewegung zur Rehabilitierung literarischer Genres, die ohne rechte Begründung von Literaturwissenschaft und Literaturkritik stets marginalisiert worden sind. Erstes Momentum erreichte diese um 1970, als der französische Essayist Jean Tortel und der frankokanadische Literaturwissenschaftler Marc Angenot den Begriff „Paraliteratur“ als wertfreien Sammelbegriff für solche Literatur in den kulturellen Diskurs eingeführt haben, die aufgrund ihrer oft geringen ästhetischen Qualität gewöhnlich als irrelevant eingestuft wird. Noch weitere Publizität erlangte der Begriff, als 1991 Fredric Jameson in seinem Werk Postmodernism darüber schrieb.

### Medienpsychologische Perspektive: DieFeminist Sex Wars
Sontag hatte bei ihrer Parteinahme für die Pornografie nicht nur konsequent ästhetisch argumentiert, sondern diese Perspektivenwahl auch schon in der Einleitung des Essays ausdrücklich zu ihrem Programm erklärt. Damit distanzierte sie ihre Überlegungen zur Pornografie explizit von einer sozialgeschichtlichen, einer psychologischen und von jeder anderen Betrachtungsweise. Was sie 1967 noch nicht hatte vorhersehen können, war eine vierte Betrachtungsweise, die den gesellschaftlichen Pornografiediskurs um 1980 im Gefolge der zweiten Welle der Frauenbewegung zu prägen begann: eine feministisch ausgerichtete medienpsychologische Perspektive, deren zentraler Gegenstand die Frage war, ob Pornografie Frauenfeindlichkeit zum Ausdruck bringe und lehre. Da Sontag Medienwirkungsfragen in ihrem Essay weitestgehend ausgespart hatte, wurde dieser in der zweiten Welle der Frauenbewegung höchstens am Rande rezipiert.
Bis weit in die 1970er Jahre blieb der ästhetische Blick auf Pornografie zunächst noch verbreitet. So deutete Andrea Dworkin, die später als Radikalfeministin hervortrat, den Roman Geschichte der O, der sie bei aller Kritik unübersehbar faszinierte, in einer 1974 veröffentlichten Rezension noch als jüdisch-christliches und spirituelles Ritual. Die britische Schriftstellerin Angela Carter folgte Sontag 1979 in deren Verteidigung de Sades, indem sie argumentierte, dass de Sades weibliche Ikonografie insofern wegweisend gewesen sei, als er im radikalen Bruch mit den patriarchalischen Stereotypen seiner Zeit herausgestellt habe, dass die Ehre der Frau nicht in ihrer Vagina, sondern in ihrem Geiste lokalisiert sei.
Die Lage änderte sich grundlegend nach Beginn der Institutionalisierung der feministischen Forschung und der sogenannten Feminist Sex Wars. So gelangte die Philosophin und Mitbegründerin des Ökofeminismus Susan Griffin in ihrem 1981 veröffentlichten Buch Pornography and Silence zu einer Position der bedingungslosen Ablehnung von Pornografie. Griffin beschrieb Pornografie in diesem Werk als „einen Ausdruck nicht von menschlichen erotischen Gefühlen und Sehnsüchten, und nicht von einer Liebe oder einem Leben des Körpers, sondern von einer Angst vor körperlicher Erkenntnis und einem Wunsch, den Eros zum Schweigen zu bringen“. 1982 ließ sie eine Rezension von Geschichte der O folgen, in der sie eine Kritik am Sadomasochismus vorstellte, der nach ihrer Auffassung die faschistische Rache der (als männlich verstandenen) Kultur an der (als weiblich verstandenen) Natur repräsentiert. Bereits 1981 hatte auch Dworkin ihre Auffassung vorgetragen, dass Pornografie Frauen entmenschliche und Gewalt gegen Frauen fördere, wobei die letztere im Anschluss an Brownmiller als ein Mittel gedeutet wird, mit dem in patriarchalischen Gesellschaften männliche Dominanz auf exemplarische Weise – also als Signal an alle Frauen – durchgesetzt werde, eine Position, der auch innerhalb des Feminismus widersprochen worden ist (z. B. Ann J. Cahill). Aus dem Sex-positiven Feminismus entstand zur gleichen Zeit eine pro-pornografische Strömung.
In Deutschland vertraten Feministinnen wie Alice Schwarzer (PorNO-Kampagne) später ähnliche Positionen wie Dworkin, ohne sich allerdings mit einzelnen Werken der erotischen Literatur so detailliert auseinandergesetzt zu haben, wie dies Dworkin und Griffin getan hatten.

## Ausgaben (Auswahl)
Originalausgaben
- The Pornographic Imagination. In: Partisan Review. Band 34, Nr. 2. New Brunswick, New Jersey 1967, S. 181–212.
- The Pornographic Imagination. In: Susan Sontag (Hrsg.): Styles of Radical Will. Farrar, Straus and Giroux, New York 1969, S. 35–73.
- The Pornographic Imagination. In: Susan Sontag (Hrsg.): A Susan Sontag Reader. Farrar, Straus and Giroux, New York 1982, ISBN 978-0-374-53547-6, S. 205–233.
- The Pornographic Imagination. In: Susan Sontag (Hrsg.): Styles of Radical Will. Picador, London 2002, ISBN 978-0-312-42021-5, S. 35–73.

In deutscher Übersetzung
- Die pornographische Phantasie. In: Susan Sontag (Hrsg.): Kunst und Antikunst. 24 literarische Analysen. Rowohlt, Reinbek 1968, S. 48–90 (ins Deutsche übersetzt von Mark W. Rien).
- Die pornographische Phantasie. In: Susan Sontag (Hrsg.): Kunst und Antikunst. 24 literarische Analysen. 11. Auflage. Fischer Taschenbuch, Frankfurt 1982, ISBN 978-3-596-26484-1, S. 48–90.